# Ermita de l'Ecce Homo
L'ermita de l'Ecce Homo, també coneguda com a Ermita de L'Axiamo, és un lloc de culte catòlic situat a Borriana, Plana Baixa, catalogat com Bé de Rellevància Local segons la Disposició Addicional Cinquena de la Llei 5/2007, de 9 de febrer, de la Generalitat, de modificació de la Llei 4/1998, d'11 de juny, del Patrimoni Cultural Valencià (DOCV Núm. 5.449 / 13/02/2007), amb codi 12.06.032-006.
Situat en la partida del Rovellat, s'accedeix a l'ermita, que es troba a 3 km de la població, per la carretera del port i després es pren el camí fins a l'ermita.
És una ermita molt popular a Borriana pels molts miracles que s'atribueixen a la imatge de l'Ecce Homo que s'hi guarda. De fet existeix una tradicional peregrinació setmanal a l'ermita, “els divendres de l'Ecce Homo”.

## Història
Conta la tradició, que el 12 d'octubre de 1787, divendres, mentre treballava en els camps de l'hisendat Francesc Mainer, un agricultor va trobar una imatge de fang cuit que representava a l'Ecce Homo (és a dir, a Jesús torturat i amb corona d'espines, al moment en el qual és presentat a Ponci Pilato), la qual se situava dins d'un medalló. Malgrat que en un primer moment la imatge es va guardar a casa de l'amo de les terres, la devoció dels veïns de Borriana va ser tal, des dels inicis de la troballa, que van propiciar la ràpida construcció de l'ermita que la contindria.
La construcció de l'ermita s'inicia en 1792, acabant-se l'obra i beneint-se l'edifici el 15 de setembre de 1795.
El medalló es va datar del segle viii i el seu origen és desconegut.

## Descripció
L'edifici en si és una construcció de gran senzillesa i sobrietat, malgrat alguns detalls de la seva façana els quals poden donar-li un aire Barroc És més que un edifici, un conjunt d'ells en el qual destaca l'ermita i el pou per calmar la set dels pelegrins, actualment sec. També poden distingir-se, malgrat el seu estat de conservació, la casa de l'ermità.
La façana presenta rematada en frontó mixtilínie del que parteix un capcder amb un buit central en el qual cap una campana, i fa les voltes de campanar de paret, que es remata amb una creu de forja.
Externament presenta coberta de teula a dues aigües, que no és continu per a tot l'edifici, de manera que l'annexa sagristia, presenta en la part posterior una coberta més ampla i independent.
Presenta un porxo d'entrada al temple, que es realitza per una porta rectangular, emplanxada, de dues fulles amb porticó i espiell; que consta de la capella en si mateixa, la zona de sagristia, i la sala dels exvots. A més a l'interior de l'ermita es troben les tombes del senyor Mainer i de la seva esposa.
Per la seva banda, en interior de l'ermita és de dimensions reduïdes i decoració barroca en motius florals, considerablement deteriorats i crida l'atenció per l'existència de nombroses ciris encesos.

## Festivitat
A més de la tradicional peregrinació setmanal, els divendres (mantenint-se oberta l'ermita aquest dia de 9 a 13 hores al matí i de 15 a 17 hores a la tarda), a l'ermita, se celebren les festes en honor del descobriment del medalló tots els 12 d'octubre. Durant aquest dia es realitzen diverses activitats entre les quals destaca les tradicionals calderetas d'arròs i porc.